# Conococha (Recuay)

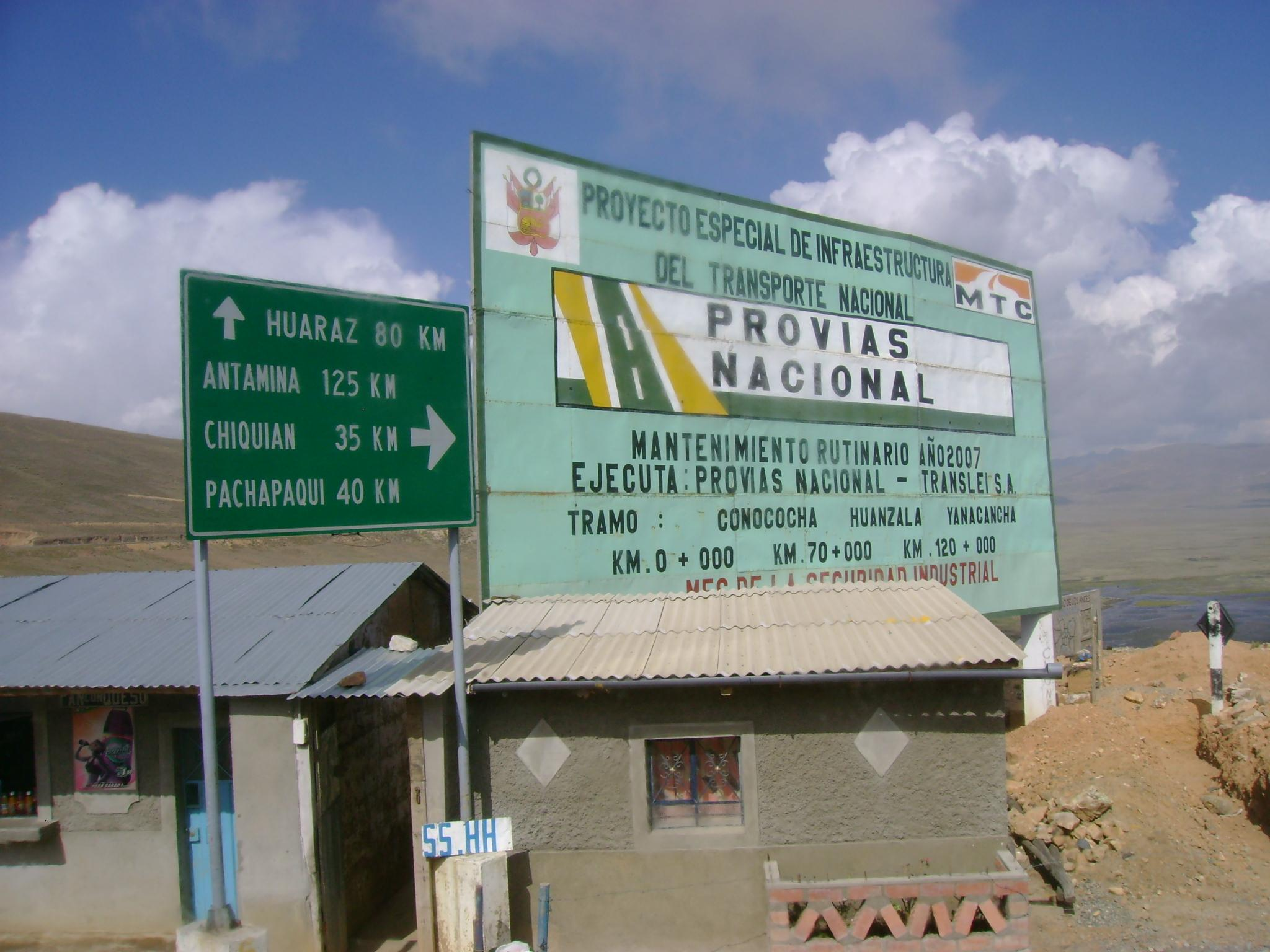
Cartel vial, Conococha en la región Ancash.

El caserío de Conococha, está ubicado dentro de la jurisdicción del distrito de Pampas chico, provincia de Recuay en el departamento de Ancash, en el Perú.

## Ubicación geográfica
Ubicada sobre el abra de Conococha a 4.100 m s. n. m. con coordenadas 10°07′23.39″S 77°17′35.86″O / -10.1231639, -77.2932944, a orillas de la laguna homónima, la cual se emplaza sobre la meseta del mismo nombre. Por el pueblo pasa la carretera asfaltada desde Cajacay el cual se bifurca en dos ramales:
- Hacia el noroeste hacia el callejón de Huaylas.
- Hacia al este y noreste Chiquián y la provincia de Dos de Mayo en la región Huánuco.